# استن کیرش
استن کیرش؛ (به انگلیسی: Stan Kirsch) زادهٔ ۱۵ ژوئیهٔ ۱۹۶۸ – درگذشتهٔ ۱۱ ژانویهٔ ۲۰۲۰) یک هنرپیشه، و کارگردان اهل ایالات متحده آمریکا بود. او هنرپیشگی را از کودکی آغاز کرد و اولین کار او در سن ۴ سالگی در تبلیغات تلویزیونی بود.
استن کیرش در ۱۱ ژانویه ۲۰۲۰ با دار زدن، خودکشی کرد.
از جمله فیلم‌ها و مجموعه‌های تلویزیونی که او در آن به ایفای نقش پرداخته‌است می‌توان به دوستان و جاگ اشاره کرد.